# Milà-Sanremo 1962
La Milà-Sanremo 1962 fou la 53a edició de la Milà-Sanremo. La cursa es disputà el 19 de març de 1962 i va ser guanyada pel belga Emile Daems, que s'imposà en solitari a la meta de Sanremo.
154 ciclistes hi van prendre part, acabant la cursa 84 d'ells.

## Classificació final
|    | Ciclista         | Equip                  | Temps      |
| -- | ---------------- | ---------------------- | ---------- |
| 1  | Emile Daems      | Philco                 | 6h 48' 06" |
| 2  | Yvo Molenaers    | Carpano                | + 1' 15"   |
| 3  | Louis Proost     | Carpano                | + 1' 19"   |
| 4  | Willy Schroeders | Flandria-Faema-Clement | m. t.      |
| 5  | Diego Ronchini   | Ghigi                  | m. t.      |
| 6  | Carlo Brugnami   | Philco                 | m. t.      |
| 7  | Guido Carlesi    | Philco                 | + 1' 35"   |
| 8  | Robert Seneca    | Solo-Van Steenbergen   | m. t.      |
| 9  | Bruno Mealli     | Ignis                  | m. t.      |
| 10 | Antonio Bailetti | Carpano                | m. t.      |